# Chiesa del Priorato di San Bartolomeo il Grande

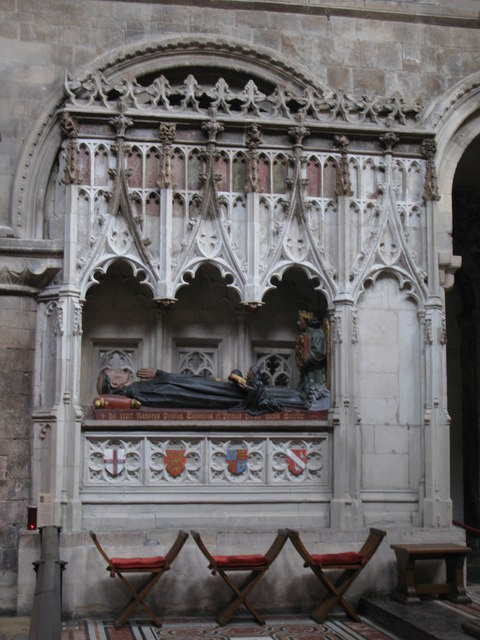
Sepolcro medievale di Fra' Raherius (m. 1144)

La chiesa Priorale di San Bartolomeo il Grande (in inglese: The Priory Church of St Bartholomew the Great) è un luogo di culto anglicano della città di Londra, situato vicino a Smithfield, nel Ward di Farringdon Without.

## Storia
Fondata come un convento agostiniano e realizzata in stile normanno, risale alla prima metà del XII secolo ed è la chiesa più antica di tutta Londra.

## Collegamenti esterni

Scudo araldico della chiesa Priorale.